# Love (Boyz II Men)
Love è un album discografico di cover del gruppo musicale Soul statunitense Boyz II Men, pubblicato nel 2009.

## Tracce
1. I Can't Make You Love Me – 5:17 – Bonnie Raitt
2. Amazed – 4:18 – Lonestar
3. Could It Be I'm Falling in Love – 3:57 – The Spinners
4. If You Leave Me Now – 4:03 – Chicago
5. Time After Time (A Capella) – 3:56 – Cyndi Lauper
6. Iris – 4:08 – Goo Goo Dolls
7. Cupid – 3:49 – Sam Cooke
8. Shining Star – 4:06 – The Manhattans
9. In My Life – 2:34 – The Beatles
10. Open Arms – 3:17 – Journey
11. When I Fall In Love (feat. Michael Bublé) – 4:24 – Doris Day
12. Back For Good – 4:11 – Take That
13. Misty Blue – 3:44 – Wilma Burgess / Dorothy Moore